# Manfredo Bernasconi
Manfredo Bernasconi (* 28. Oktober 1783 in Riva San Vitale; † 2. Juni 1850 ebenda) war ein Schweizer Politiker, Rechtsanwalt, Tessiner, Grossrat und Staatsrat der FDP-Radikalen.

## Leben
Manfredo Bernasconi wurde als Sohn des Abbondio Bernasconi. Er heiratete Giovanna Alfieri. Im Jahr 1804 schloss er sein Studium der Rechtswissenschaften an der Universität Pavia ab. Neben seiner Tätigkeit als Rechtsanwalt und Notar war er auch politisch sehr engagiert.
Für die radikalliberale Partei war er Abgeordneter im Grossen Rat von 1815 bis 1821 und von 1830 bis 1839. Dann war er Mitglied des Staatsrats im Jahr 1830 und von 1839 bis 1845.
Er zeichnete sich vor allem durch sein politisches Engagement für die Errichtung eines Tessiner Diözese sowie für die Revision des Bundesvertrages ein.